# Individualisme
 Der er for få eller ingen kildehenvisninger i denne artikel, hvilket er et problem. Du kan hjælpe ved at angive troværdige kilder til de påstande, som fremføres i artiklen.

Individualisme er en etisk, politisk og social filosofi som omhandler individuel frihed. Centralt står værdier som individuel integritet, selvstændighed, selvrådighed, autonomi, personlig uafhængighed og ideen om det myndige menneske. Individualisme repræsenterer en opposition til autoritet, og alle former for kontrol over den enkelte, og særlig den som bliver udøvet af staten.
Kort sagt er forskellen på individualisme og egoisme, at individualisme søger respekten for alle individer, mens egoisme kun søger at pleje interessen for et enkelt individ (sig selv).